# 天社六
船帆座N，又名CP-56 2270，HD 82668、SAO 237067、HR 3803，是船帆座的一颗恒星，视星等为3.13，位于銀經278.21，銀緯-4.11，其B1900.0坐标为赤經9h 28m 10.9s，赤緯-56° -4.11′ 35″。